# Jules Favre (przyrodnik)
Jules Favre (ur. 6 listopada 1882 w Le Locle, zm. 22 stycznia 1959 w Genewie) – szwajcarski przyrodnik. 

## Życiorys
Jules Favre był szwajcarskim zoologiem, mykologiem i geologiem. Studiował nauki przyrodnicze w Akademii Neuchâtel. W 1907 r. rozpoczął pracę jako asystent w Muzeum Historii Naturalnej w Genewie, a w latach 1915–1952 został kustoszem  geologii i paleontologii w tym muzeum. W 1952 r. otrzymał honorowy stopień naukowy na Uniwersytecie w Neuchâtel.  Był laureatem nagrody Desmazièresa nadanej mu przez Paryską Akademię Nauk i nagrody de la Ville de Genève. W 1927 r. został członkiem Société linnéenne de Lyon (Linnean Society of Lyon).
Zebrane przez Julesa Favre kolekcje przyrodnicze przechowywane są w Muzeum Historii Naturalnej w Genewie, niektóre znajdują się w kolekcji Melvill-Tomlina w Muzeum Narodowym Walii w Cardiff.
Opisał nowe gatunki. W nazwach naukowych utworzonych przez niego taksonów dodawany jest cytat taksonomiczny J.Favre.

## Publikacje
- 1911, Description geologique des environs du Locle et de la Chaux-de-Fonds.
- 1913, Étienne Joukowsky, J. Favre. Monographie géologique et paléontologique du Salève (Haute Savoie).
- 1914, Carte du Salève (Haute-Savoie), 1/25.000. Dressée d'après des levés photogrammétriques et barométriques et des croquis pris sur place avec E. Joukowsky.
- 1927, Les mollusques post-glaciaires et actuels du bassin de Genève.
- 1935, Histoire malacologique du lac de Genève. In: Mémoires de la Société physique et d'Histoire naturelle de Genève.
- 1941, Les Pisidium du canton de Neuchatel. In: Bulletin de la société neuchateloise des sciences, T. 66.
- 1945, Études mycologiques faites au Parc national suisse.
- 1955, Les champignons supérieurs de la zone alpine du Parc national suisse. Ed. Nationalpark-Museum.
- 1960, Catalogue descriptif des champignons supérieurs de la zone subalpine du Parc national suisse